# Едуард Хиљ
Едуард Анатољевич Хиљ (рус. Эдуард Анатольевич Хиль) био је руски певач као и носилац почасне титуле народног уметника СССР. 

## Биографија
Едуард Хиљ је рођен 4. септембра 1934. у Смоленску. Едуард је сам тврдио да је рођен 1933. и да је због евакуације докумената податак о његовом рођењу изгубљен, па је, када су издавали нове документе, дошло до грешке у пепирологији. Отац, Анатолиј Васиљевич Хиљ, био је ауто-механичар, а мајка, Јелена Павловна Калугина, рачуновођа.
Тачно порекло презимена Хиљ је непознато. Према неким подацима шпанског је порекла, по другим презиме је праруског извора.
Детињство Едуарда, у којем је Други светски рат имао битну улогу, било је тешко. Када је нацистичка Немачка напала Совјетски Савез, Едуард је са својом мајком и очухом живео у Смоленску. Као дечак, заједно са осталом децом, евакуисан је био само пола сата пре него што су Немци заробили град. Након тога он је био у сиротишту у селу близу града Уфа. Он и његов пријатељ су двапут бежали из сиротишта на фронт али су били спречавани и враћани у сиротиште. Када је фронт померен у средњу Европу тј. када је Смоленск ослобођен Едуард поново живи са својим родитељима. Зато што је дечак у то време био врло неухрањен, добио је дистрофију и само уз помоћ своје баке успео је да оздрави.